# Jazykový ostrov

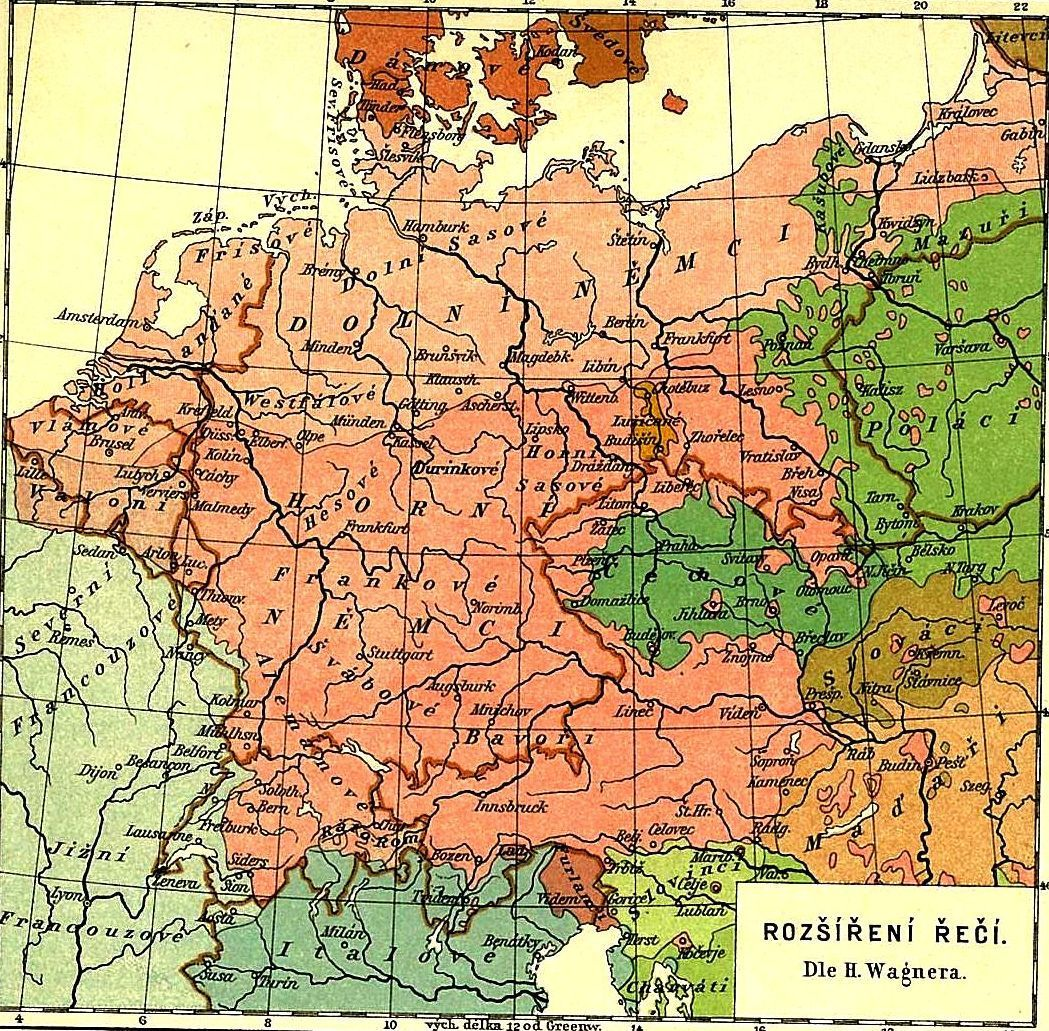
Rozšíření řečí a národů ve střední Evropě před rokem 1910 – na mapě je vidět českobudějovický, jihlavský, svitavský, brněnský a olomoucký německý jazykový ostrov uvnitř české jazykové oblasti

Jazykový ostrov je označení oblasti, ve které se převážně používá jeden jazyk a která se celá nachází uvnitř oblasti, ve které se převážně používá jiný jazyk. Jedná se tedy o jazykovou (a obvykle i etnickou) enklávu. Jazykové ostrovy vznikají migrací nebo asimilací.

## Německé ostrovy na českém území
Na území dnešního Česka existovalo před odsunem sudetských Němců uvnitř české jazykové oblasti několik německých jazykových ostrovů, převážně na Moravě. Byly dvou typů – městské a venkovské. Zatímco městské podléhaly výrazné asimilaci (počešťování) už v první půli 20. století, venkovské se vesměs udržely poměrně kompaktní až do samotného odsunu. Nejrozsáhlejším německým ostrovem v českých zemích bylo Hřebečsko (okolí Svitav a Moravské Třebové) a pak Jihlavsko.

### Přehled

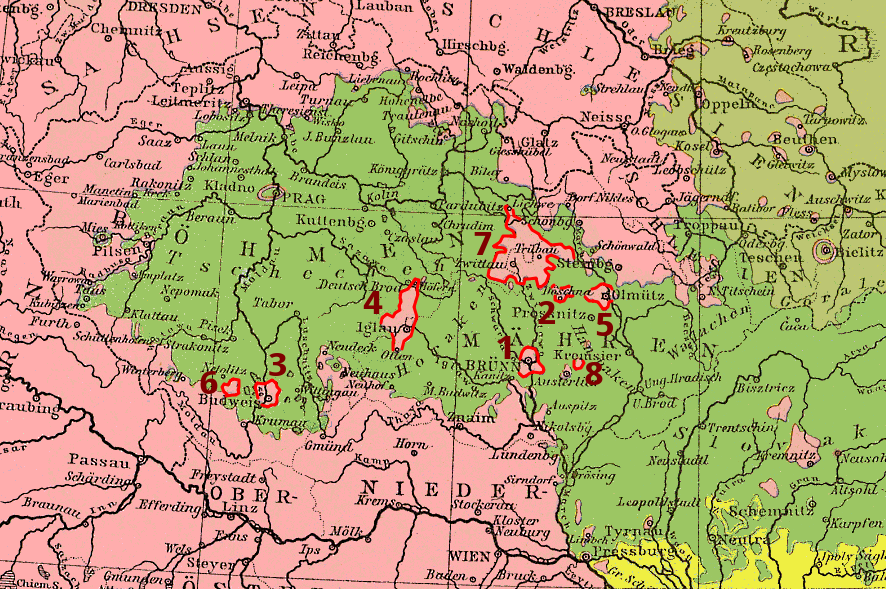
Německé jazykové ostrovy: brněnský (1), brodecký (2), budějovický (3), jihlavský (4), olomoucký (5), strýčický (6), svitavský (7), vyškovský (8)

| jazykový ostrov           | německý název                     | typ       | země          | poloha                                  | významná sídla                                                        | součást odstoupeného pohraničí |
| ------------------------- | --------------------------------- | --------- | ------------- | --------------------------------------- | --------------------------------------------------------------------- | ------------------------------ |
| Brněnský                  | Brünner Sprachinsel               | městský   | Morava        | Brno a jižní zázemí                     | Brno, Modřice                                                         | ne                             |
| Brodecký/Konický          | Sprachinsel Deutsch-Brodek-Wachtl | venkovský | Morava        | jihozápadně od Konice                   | Brodek u Konice, Skřípov                                              | ano                            |
| Českobudějovický          | Budweiser Sprachinsel             | městský   | Čechy         | České Budějovice se zázemím             | České Budějovice, Rudolfov                                            | ne                             |
| Jihlavský                 | Iglauer Sprachinsel               | venkovský | Čechy, Morava | střední Vysočina                        | Jihlava, Dobronín, Stonařov, Štoky                                    | ne                             |
| Olomoucký                 | Olmützer Sprachinsel              | městský   | Morava        | Olomouc se zázemím                      | Olomouc                                                               | ne                             |
| Strýčický                 | Stritschitzer Sprachinsel         | venkovský | Čechy         | jihovýchodně od Netolic                 | Strýčice, Holašovice                                                  | ano                            |
| Svitavský, tzv. Hřebečsko | Schönhengstgau                    | venkovský | Morava, Čechy | pomezí Pardubického a Olomouckého kraje | Svitavy, Lanškroun, Mohelnice, Moravská Třebová, Březová nad Svitavou | ano                            |
| Vyškovský                 | Wischauer Sprachinsel             | venkovský | Morava        | Vyškovská brána                         | Komořany, Lysovice                                                    | ne                             |

### Historický vývoj
Německé osídlení území dnešního Česka lze vystopovat v souvislosti s takzvanou vnitřní kolonizací řídce osídlených oblastí přibližně v období od konce 12. století a průběžně i ve 13. století. V této době přemyslovští panovníci výrazně podporovali příchod německých horníků a následně se usazovali osídlenci i jako zemědělci a zalidňovali v té době relativně málo osídlenou krajinu. Tito osídlenci měli tzv. zákupní právo, kterým byli na pět let osvobozeni od poddanských povinností a stávali se královskými poddanými.
Další, tzv. „druhá“ kolonizační vlna z německých zemí přišla po třicetileté válce, aby nahradila úbytek obyvatelstva, jenž byl způsoben nucenou emigrací z regionu následkem rekatolizace po porážce stavovského povstání na Bílé hoře. I v této  kolonizační vlně dominovala německá šlechta, takže se v původně slovanském prostředí postupně vytvořily silně germanizační komunity, které díky své soudržnosti získaly postupem času dokonce majoritní postavení. Němci brzo vytvořili bohatou vrstvu patriciátu, pronikli do městské správy a dosahovali rozhodujícího postavení.
Německý vliv byl zvýrazňován jednak následkem dominance němčiny po začlenění Českého království do habsburské monarchie a jednak následkem rekatolizace. Podstatnou změnu naopak přinesl rozpad Rakouska-Uherska v roce 1918, kdy vzniklo samostatné Československo. Objevily se i první výraznější rozpory mezi Čechy a Němci, a to už za první světové války, přičemž tento projev prohlubujících se rozporů mezi česky a německy mluvícím obyvatelstvem se později naplno projevil ve 30. letech 20. století v souvislosti s nástupem nacistického hnutí v Německu a nástupu Hitlera k moci. V této době došlo ke sjednocování německých nacionalistických proudů v tehdejším Československu a novým, silně útočným snahám o připojení smíšených jazykových oblastí, včetně jazykových ostrovů k „říši“. 
Po druhé světové válce došlo v reakci na protektorátní útlak ze strany Němců k „vyřešení německé otázky“. O vysídlení Němců z Československa se rozhodlo prakticky již na postupimské konferenci v červnu 1945, a i když se odsun nevztahoval na všechny německy mluvící skupiny obyvatelstva, z praktického hlediska došlo k jejich téměř úplnému odsunutí.

## Další příklady jazykových ostrovů

### Morava
Vedle německých ostrovů existoval na Moravě ještě charvátský jazykový ostrov (uvnitř německého osídlení) okolo Novosedel, zlikvidovaný koncem 40. let.

### Slovensko
Hauerland – skupina bývalých jazykových ostrovů karpatských Němců na středním Slovensku.

### Německo
Lužickosrbské jazykové ostrovy na Lužici (Braniborsko, Sasko).
Okcitánské jazykové ostrovy v Bádensku-Württembersku a v Hesensku.

### Rumunsko
- Maďarskojazyčný ostrov Sikulů uprostřed Rumunska (východní Sedmihradsko). S asi 600 000 příslušníky patří mezi největší a nejpočetnější jazykové ostrovy v Evropě.
- Do dnešní doby existuje také český jazykový ostrov v Banátu (v srbské i rumunské části).